# 伊達邦彦
伊達 邦彦（だて くにひこ）は、日本の小説家、大藪春彦が創造した架空の人物。
馳星周、北方謙三、森村誠一など、伊達邦彦シリーズを読んで大藪のファンになったという作家は多い。

## 概要
大藪の処女作、「野獣死すべし」から晩年の作品まで断続的に登場する。なお、伊達が犯罪に手を染めるまでの半生は、作者自身のそれと重なる部分が多い。

## 経歴
生年は第二次世界大戦前。ハルピン生まれ。父英彦、母（名前不明）、妹晶子。英彦は精油会社を経営していたが、邦彦の物心つく頃には既に乗っ取られて建設関係の官吏となっていた。英彦は兵士として狩り出される。平壌で終戦を迎えるが、帰国船をよこさない日本政府にしびれを切らし、家族とともに日本人集団で船を借り、仁川まで脱出。徒歩と車で釜山まで辿り着き、船で佐世保に着く。電車に乗って故郷四国に帰り、先に復員して県庁の土木課長となっていた英彦の出迎えを受けた。
名門高校へ進み、新聞部で天皇を罵った記事を書くが、没収されて校庭で焼かれ、一週間の停学を食らう。この頃、英彦が死亡。演劇部へ入り、複数の女性と関係。特に新納千佳子との恋と別れは痛手となる。千佳子が服毒自殺を遂げ、葬儀車を見つめているとき、初めて「野獣死すべし」の不気味な不協和音の幻聴を聞いた。
高校卒業後、プロテスタント系の神学校に入り、レイモンド・チャンドラーを知る。後に放校。
私立大学へ進み、射撃部へ入る。卒論は「ハメット＝チャンドラー＝マクドナルド派に於けるストイシズムの研究」。大学院に残り、アメリカ文学を専攻。警視庁の警部を射殺し、拳銃と警察手帳などを奪ったのが、初めての殺人となる。その後犯罪を重ねるとともに、修士論文「ノーマン・メイラーにおけるヴィタ・セクシュアリティと宇宙的エナジーの研究」を書き上げる。大学時代の同級生である真田とともに、池袋にある関東大学の入学金1600万円を強奪。真田を口封じのため殺害後、ハーバード大学大学院へ進学。（以上、「野獣死すべし」より）
邦彦はハーバードの修士課程を終え、コロンビア大学大学院博士課程へ進んでいたが、妹の晶子が、かつて父の会社である新満精油を乗っ取った矢島祐介の御曹司雅之との愛に陥ったことを知り、大学院を中退して日本へ帰国する。父の復讐のため、邦彦は経済界の怪物とまでなった矢島が経営する京急コンツェルンに闘いを挑む。着実に犯行を成功させるが、途中で晶子は妊娠したまま雅之に捨てられ、衰弱死する。邦彦は雅之の新妻典子と通じ、雅之にその事実を知らせ捨ててしまう。典子は雅之と心中。そして邦彦は最後の仕事として三星銀行の大金庫を後輩の町田とともに襲い、約87億円を強奪。その金を使い、京急コンツェルンの乗っ取りに成功。矢島祐介を悶絶死させ、復讐を成し遂げた。しかし、大学時代の同級生である新聞記者正田に犯行を見破られる。（以上、「野獣死すべし 復讐篇」より）
徒手空拳の状態から資本金100億を誇るマンモス企業、大東電機乗っ取りを企み、娘紀代子との結婚にて成功しかけるが、私立探偵津村の工作により土壇場で失敗した。（以上、『 血の来訪者（野獣死すべし第三部）』より）
日本を脱出した邦彦はリヒテンシュタインの国籍を買い、イギリスの田舎であるレーンフォード村の別荘を買い取って静かな生活を送るとともに次の犯行計画を練っていた。しかし英国外務省情報部の脅迫に屈し、1年間の秘密訓練を経て、外務省情報部諜報課破壊活動班に非常勤で所属。認識番号はD-YZ九号。表向きの仕事はタイムズ海外通信部編集顧問。（以上、『諜報局破壊班員』）
以後、モナコ（『諜報局破壊班員』）、アメリカ（『マンハッタン核作戦』）、日本（『日銀ダイヤ作戦』）などで戦いを繰り広げる。
数々の功績により英国外務総情報部の職から解放。同時に政治的話し合いによって、邦彦の過去の犯罪歴が全て抹消された。（『連隊旗奪還作戦』）。以後はフリーランスとして、高額の報酬を条件に様々な依頼をこなしていった（中編集『不屈の野獣』など）。海外などでは「一人だけの軍隊（ワンマン・アーミー）」の異名をとり、「D.K.」と呼ばれるようになる（『非情の女豹』「第三話 裏切り」）。
日銀からダイヤを強奪後、カナダへ密入国（『連隊旗奪還作戦』以降の設定と異なる）。1年後、シアトルへ入るが、監視していたNSA（アメリカ国家安全保障局）に捕まり、解毒薬を定期的に注射しないと死に至る薬物を身体に注入され、支配下に入る。約1年後、命令で日本へ帰国し、私大の助教授となる。野獣の感覚を取り戻してきた邦彦は、かつての宿敵である総会屋秋月十郎の美術館から曜変天目を盗み出す。そして接触してきた香港マフィア「珠江」は、香港返還前に日本へ移住しようと、邦彦に協力を依頼。北海道独立をたくらみ、三沢基地から核弾頭を盗み出した。「珠江」の計画を阻止した邦彦は完全解毒薬を注射してもらい、NSAから自由となる。盗んだ核弾頭を北海道に埋めて日本政府を脅迫し、100億ドルをせしめた。トンガ政府から小島を購入し、張秀夫、ヤンとともに伊達邦彦王国の建立を目指す。（以上、『野獣は甦える』より）
邦彦の仲間であったヤンが台風で死亡。しかしヤンが死ぬ前に発見したものは、世界を変える「常温核融合物質」であった。物質を狙い、モサッドが邦彦を襲ってくる。事件後、邦彦は野獣王国建設のため、秀夫とともに会社を設立する計画を立てる。（以上、『野獣は、死なず』より）

## 登場作品
- 野獣死すべし（1958年）
- 野獣死すべし 復讐篇（1959年）
- 野獣死すべし 渡米篇（1960年）
- 血の来訪者 野獣死すべし第三部（1961年）
- 諜報局破壊班員（1964年）
- 日銀ダイヤ作戦（1970年）
- ゲリラは太陽の下を走る（1970年）
- 不屈の野獣（1971年）
- マンハッタン核作戦（1976年）
- 優雅なる野獣（1979年）
- 野獣は甦える（1992年）
- 野獣は、死なず（1995年）
- 女豹シリーズ（ゲスト登場）

## 伊達邦彦全集
シリーズ完結後、1997年から1998年にかけて、光文社文庫から「伊達邦彦全集」が刊行された。全9巻構成で、うち3冊は作品集である。装丁は亀海昌次で、亀岡の訳による英題が付いている。

### リスト
※収録作品名を記載。長編は太字で示す。
- 第1巻『野獣死すべし』（1997年1月、解説：野崎六助）
  - 野獣死すべし
  - 野獣死すべし 復讐篇
  - 野獣死すべし 渡米篇
- 第2巻『血の来訪者』（1997年4月、解説：森村誠一）
- 第3巻『諜報局破壊班員』（1997年6月、解説：山前譲）
- 第4巻『日銀ダイヤ作戦 』（改版）
- 第5巻『優雅なる野獣』（1997年8月、解説：馳星周）
  - 汚れた宝石 - のちに『日銀ダイヤ作戦』に発展する。
  - C・I・Aの暗殺者を消せ
  - みな殺しの銃弾
  - 連隊旗奪還作戦
  - 「紅軍派」大使拉致す
- 第6巻『不屈の野獣』（1997年10月、解説：島田荘司）
  - 狂気の征服者 - 原題は「不屈の野獣」
  - 謀略の果て
  - スパイ狩り
- 第7巻『マンハッタン核作戦』（1997年12月、解説：山村正夫）
- 第8巻『野獣は甦える』（1998年1月、解説：平岡正明）
- 第9巻『野獣は、死なず』（1998年2月、解説：北方謙三）

## 演じた俳優
- 仲代達矢
  - 野獣死すべし（監督：須川栄三、製作：東宝）
- 藤岡弘
  - 野獣死すべし 復讐のメカニック（監督：須川栄三、製作：東宝）
- 松田優作
  - 野獣死すべし（監督：村川透、製作：角川映画）
松田は『蘇える金狼』でも主役・朝倉哲也を演じた。監督も同じく村川である。
- 木村一八
  - 野獣死すべし（監督：廣西眞人）
  - 野獣死すべし 復讐篇（監督：廣西眞人）